# Druckmaschinenwerke Leipzig

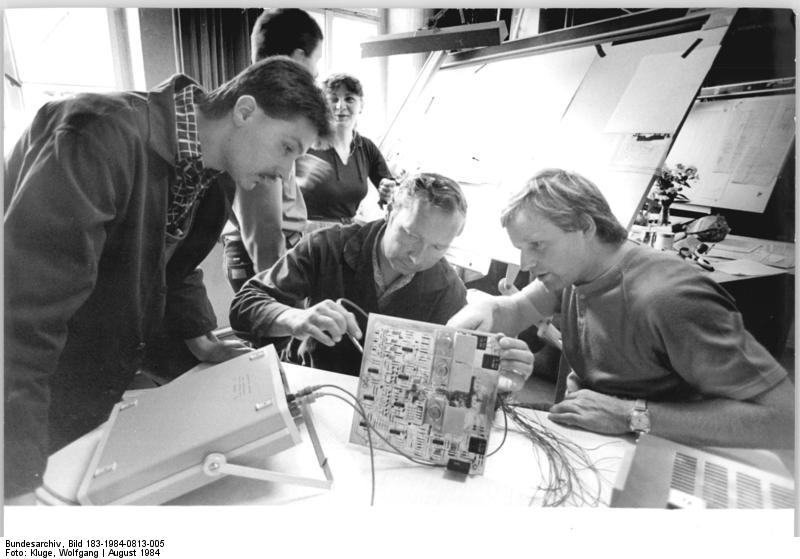
VEB Polygraph Druckmaschinenwerke Leipzig

Die Druckmaschinenwerke Leipzig brachten 1952 die erste, nach dem Vorbild der Flexodruckmaschine konstruierte Kleinoffsetmaschine auf den Markt.

## Unternehmensgeschichte
Die Druckmaschinenwerke Leipzig gingen aus dem 1819, zunächst als Schriftgießerei gegründeten Unternehmen J.G. Schelter & Giesecke hervor. Ab 1827 wurden Buch-, Zylinder- und Tiegeldruckmaschinen hergestellt. Nach dem Ersten Weltkrieg fertigte man Rollen-, Buch- und Flexodruckmaschinen.
1968 wurde die erste Schön- und Widerdruckmaschine mit Namen zirkon 66 gebaut und in New York installiert. Zu DDR-Zeiten war der VEB Polygraph Druckmaschinenwerke Leipzig Teil des Kombinats Polygraph Werner Lamberz. Der Betrieb verfügte über acht Betriebsteile in Leipzig, die rund 1800 Mitarbeiter beschäftigten.
Der VEB Polygraph Druckmaschinenwerke Leipzig wurde mit Beginn des Juni 1990 in die zirkon Druckmaschinen GmbH überführt. Die Zahl der Beschäftigten reduzierte sich schon in den frühen 1990er Jahren auf rund 500. Im Jahr 1994 wurde das Unternehmen privatisiert. Mit Stand von 2021 befindet sich die Zirkon Druckmaschinen GmbH im Besitz der AUDAX-Gruppe, einer Beteiligungsgesellschaft mit Fokus auf der Herstellung von Reisemobilen (Concorde Reisemobile). Der Konzern verbuchte im Geschäftsjahr 2020 einen Umsatz in Höhe von rund 81 Millionen Euro, wovon der weitaus größte Teil durch Reisemobile erwirtschaftet wurde.